# Katsuji Mori
Katsuji Mori 森 功至?, Mori Katsuji, nato Setsuya Tanaka (田中 雪弥?, Tanaka Setsuya) (Tokyo, 10 luglio 1945) è un attore e doppiatore giapponese, direttore dell'agenzia Office Mori.
È conosciuto soprattutto per aver dato la voce ai personaggi Go Mifune (Superauto Mach 5), Joe Shimamura/009 (Cyborg 009), Ken l'aquila (Gatchaman), Jouji Minami (Tekkaman) e Garma Zabi (Mobile Suit Gundam). 

## Ruoli principali
- Nephrite in Sailor Moon
- Seiji Hayami in Cutey Honey
- Go Mifune in Superauto Mach 5 (accreditato come Setsuya Tanaka)
- Todo in Jenny la tennista
- Gōji Akashi in Classe di ferro
- Joe Shimamura a.k.a. 009 in Cyborg 009 (accreditato come Setsuya Tanaka)
- Kobayashi in The Law of Ueki
- Jouji Minami/Tekkaman in Tekkaman, Tatsunoko Fight e Tatsunoko vs. Capcom: Cross Generations of Heroes
- Victory Ramenman in Tatakae!! Ramenman
- Panputt in Dragon Ball
- Nail in Dragon Ball Z
- Ken the Eagle/G-1 in Gatchaman, Tatsunoko Fight e Tatsunoko vs. Capcom: Cross Generations of Heroes
- Capella, Belzebub, Jaow, Gemini Cloth in Saint Seiya
- Garma Zabi in Mobile Suit Gundam
- Wolfgang Mittermeyer in Legend of the Galactic Heroes
- Shadam in Record of Lodoss War
- Shinobu in Haikara-san ga Tooru
- Kiteretsu Kite in Kiteretsu Daihyakka
- Robespierre in Lady Oscar
- Jean Pierre Polnareff in Le bizzarre avventure di JoJo
- Satomi Okawa in Ai shite Knight
- Shū in Ken il guerriero
- Gouji Akashi in Sakigake!! Otokojuku
- Masamichi Haru in Real Drive
- Wind Crowrang in Mega Man X7
- Padre di Moka in Rosario + Vampire
- Kiki Shikizaki in Katanagatari
- Arthur in Panty & Stocking with Garterbelt
- Yoga in FLCL Alternative
- Re Maderaka in Handyman Saitou in Another World[1]